# Coluna Durruti
A Coluna Durruti foi o maior agrupamento militar anarquista formado durante a Guerra Civil Espanhola (seu número chegou a cerca de 6000 pessoas Durante os primeiros meses da guerra, passou a ser uma das organizações militares mais reconhecidas e populares que combatiam no lado republicano. É um dos símbolos mais conhecidos do movimento anarquista na Espanha em sua luta para a criação de uma sociedade igualitária baseada no coletivismo e individualismo. As pessoas que formavam a coluna eram originarias não só de Espanha, mas de todo o mundo. Até mesmo uma das mais conhecidas filósofas católicas do século XX, Simone Weil lutou ao lado de Buenaventura Durruti, suas memórias e experiências podem ser encontrados em um de seus livros, publicado em 1960 chamado Écrits historiques et politiques..

## Formação
A coluna foi formada em Barcelona onde, em 18 de julho de 1936, os anarquistas lutaram contra o exército nacionalista chefiado pelo general Manuel Goded Llopis. O governo não tinha feito nada para proteger a cidade da revolta do exército sob o comando do General Franco. Os  anarquistas da  CNT  e da Federação  Anarquista Ibérica (FAI) assim como  organizações socialistas e comunistas se organizaram em unidades da milícia tomando as armas dos arsenais auxiliados por militares que se uniram à causa republicana. Na manhã dia seguinte, os anarquistas sob o comando de Durruti, um dos líderes mais populares e mais reconhecido da (FAI) atacaram o quartel de Atarazanas.

## Inicio dos combates
Os anarquistas começaram a retomar a Catalunha dos franquistas. Eles parteciparam da batalha em Caspe, cidade localizada cerca de 100 quilômetros ao sudeste de Zaragoza. Embora ao deixar Barcelona havia cerca de 2.000 pessoas na coluna,   seu número aumentou para 6.000 antes de chegar em Zaragoza. O avanço parou perto das imediações da cidade, por causa do líder das forças republicanas no local convencer Durruti que se ele avançasse até Zaragoza poderia ser isolado do resto dos combatentes republicanos Hoje em dia é discutida se foi uma boa decisão, por causa da superioridade numérica das forças republicanas, alguns historiadores afirmam que a falta de experiencia em batalhas em campo aberto e as poucas armas e suprimentos poderiam ter levado ao desastre. Esperando o momento mais conveniente para atacar Zaragoza acabou por ser um erro grave, porque com o passar dos dias as forças de Franco tornaram-se mais numerosas ao receberem reforços, impossibilitando as forças republicanas de recuperar a cidade.

## Morte de Durruti
No início de novembro 1936 Buenaventura Durruti liderando uma coluna de 3.000 pessoas dirigiu-se a Madrid. Na época, a capital da Espanha estava em grave perigo de ser tomada pelos nacionalistas e Federica Montseny convenceu Durruti a deixar a Catalunha. Sua chegada a Madrid reforçou o moral dos habitantes. Ele foi obrigado em seguida, a iniciar a ofensiva da Casa del Campo. Eficientes em batalhas de rua, os militantes porém não tinham experiência para uma batalha em campo aberto contra o exército bem disciplinado e armado de Marrocos. Tendo sofrido perdas enormes a coluna Durruti recuou do campo de batalha. Algum dias depois, em 19 de novembro, Buenaventura Durruti foi baleado longe da frente de batalha morrendo no hospital. As origens da bala é desconhecida, alguns dizem que foi uma medida tomada pelas forças especiais soviéticas para suprimir um aliado incômodo, outro que foi uma falha da arma de Durruti.

## Outras fontes
- Abel Paz; Buenaventura Durruti 1896-1936: A libertarian soldier in the Spanish Revolution, Editions de Paris; 2000; pagina 488; ISBN 2-905291-98-2
- Abel Paz and José Luis Gutiérrez Molina; Durruti en la Revolución Española; Fundación Anselmo Lorenzo de estudios libertários; 1996; pagina 773; ISBN 84-86864-21-6
- Robert Alexander, The Anarchists in the Spanish Civil War, Lim Janus Publishing Company, 1999, pagina 509; ISBN 1-85756-400-6
- Andreu Castells Peig; Las Brigadas internacionales de la guerra de España; Ariel; 1974; pagina 685; ISBN 84-344-2470-3